# Услуга за хостване на изображения
Услугите за хостинг на изображения позволяват качването на изображения (снимки) в интернет сайт, който се грижи за съхраняването на изображението. Този тип услуги обикновено генерират различни видове код, с който впоследствие изображението бива визуализирано или споделяно с други потребители.

## Как работи
Обикновено уебсайтовете за хостинг на изображения осигуряват интерфейс за качване; форма, в която потребителят посочва местоположението на един или няколко файла с изображения от своята локална файлова система. След натискане на бутон „Изпращане“ файлът се качва на сървъра. Някои услуги за хостове на изображения позволяват на качващия да посочва няколко файла наведнъж, използвайки този формуляр.